# پروفاز

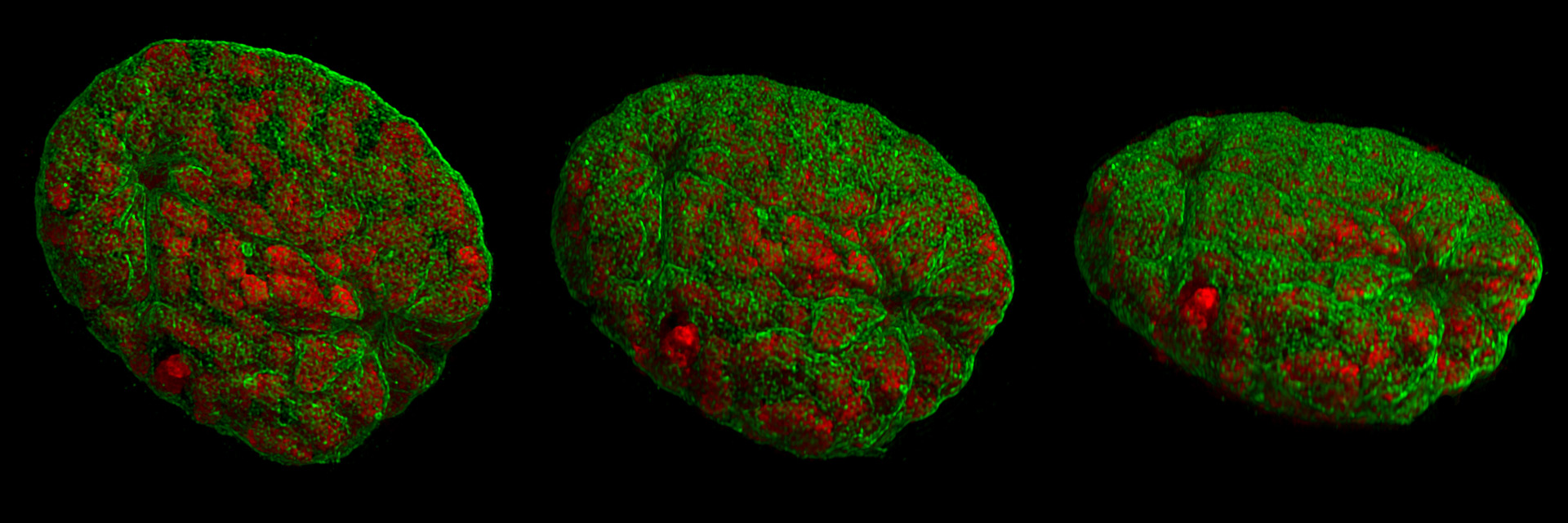
تصویر سه‌بعدی از یک سلول (یاخته) در مرحلهٔ پروفاز از چند جهت مختلف. کروموزوم‌های (فام تن های) مضاعف‌شده یا کروماتیدهای خواهری به رنگ قرمز نشان داده شده‌اند.

پروفاز (به انگلیسی: Prophase) یا پیش‌چهر   در جانداران یوکاریوتی (هو هسته‌ای) نخستین مرحلهٔ میتوز یا میوز است. این مرحله قبل از مرحله‌ی پرومتافاز است.
سلول‌های پروکاریوتی (پیش هسته‌ای) مانند باکتری‌ها، دارای تقسیم به شکل دو نیم شدن هستند و صرفاً دارای میتوز (رشتمان) و میوز (کاستمان) نیستند.

## پروفاز درمیتوز

پروفاز در میتوز.

در آغاز این مرحله کروموزوم‌های مضاعف‌شده که به صورت رشته‌های دراز و در هم تنیدهٔ کروماتینی در هستهٔ سلول قرار داشتند، به تدریج کوتاه، ضخیم و قابل رؤیت می‌شوند. به طوری که بوسیله میکروسکوپ نوری قابل روییت خواهند شد .در این مرحله هر کروموزوم از دو کروماتید خواهری تشکیل شده است.
پوشش هسته نیز به تدریج از بین می‌رود (البته قارچها در این قاعده استثنا هستند و تمامی مراحل میتوز را بدون محو شدن پوشش هسته و در درون آن طی می‌کنند).
سانتریول‌ها هم به تدریج از یکدیگر دور شده و رشته‌های دوک تقسیم را تشکیل می‌دهند.

## پروفاز درمیوز
در میوز دو پروفاز وجود دارد: پروفاز نخستین و پروفاز دوم. در پروفاز نخستین (که نخستین مرحلهٔ میوز نخستین است کروموزوم‌های مضاعف‌شده همچون در پروفاز میوز فشرده و قابل رؤیت می‌شوند و غشای هسته تجزیه می‌شود. آنگاه کروموزوم‌های همتا که هر کدام دو کروماتید خواهری دارند از طول در کنار یک‌دیگر قرار گرفته و یک تتراد به وجود می‌آورند. پس از پروفاز نخستین، یاخته وارد مرحلهٔ پروفاز نخستین می‌شود.
پروفاز دوم پس از تلوفاز نخستین رخ می‌دهد و آغاز میوز دوم به شمار می‌آید. باید توجه داشت که در این فاصله کروموزوم‌ها همانندسازی نمی‌کنند. پروفاز دوم رشته‌های دوک در اطراف هر هستهٔ تک‌دسته تشکیل می‌گردد.